# Skate Bond Nederland
De Skate Bond Nederland (SBN) is een sportbond in Nederland. Het bondsbureau staat in 't Harde. De bond is aangesloten bij de FIRS, de internationale sportbond voor rolsporten en bij het NOC*NSF. Tot 2004 heette de bond de Nederlandse Rolschaats-, Bandy en Skeeler Federatie. De SBN heeft in 2002 een samenwerkingsverband afgesloten met de KNSB. Sinds 1 januari 2010 maakt hij deel uit van de KNSB.

## Activiteiten
Volgens de gewijzigde statuten uit 2004 heeft de bond het volgende doel:
De SBN stelt zich ten doel in Nederland leiding te geven aan de beoefening van de inline skating-, rolschaats- en bandysport in al hun verschijningsvormen, alsmede om zowel de beoefening van die sporten als de belangen van de leden te bevorderen.
De bond probeert het doel onder meer te bereiken door:
"a. het bevorderen en het doen houden van wedstrijden en competities;

b. het doen houden van demonstraties te bevordering van de desbetreffende takken van sport;

c. voorts alles te doen wat het gestelde doel kan bevorderen."
De skatebond vertegenwoordigt de volgende takken van sport:
- Inline Skaten
  - Aggressive
  - Recreatie
  - Speed
- Inline skaterhockey
- Kunstrijden
- Rolhockey

## Ledenaantallen
Hieronder de ontwikkeling van het ledenaantal en het aantal verenigingen:
| Jaar | Aantal leden | Aantal verenigingen |
| ---- | ------------ | ------------------- |
| 2008 | 4.608        | 47                  |
| 2009 | 4.322        | 43                  |